# Joanna Christie
Joanna Lauren Christie (Huddersfield, 10 de abril de 1982) é uma atriz britânica, conhecida pela participação na série Narcos.